# Breznica (Obilić)
Pour les articles homonymes, voir Breznica.
Breznicë en albanais et Breznica en serbe latin (en serbe cyrillique : Брезница) est une localité du Kosovo située dans la commune/municipalité d'Obiliq/Obilić, district de Pristina (Kosovo) ou district de Kosovo (Serbie). Selon le recensement kosovar de 2011, elle compte 1 302 habitants.
En 2011, le village de Kozaricë, qui jusqu'alors était rattaché à Breznicë/Breznica, a été recensé comme une localité à part entière ; il comptait 469 habitants, tous albanais,.

## Démographie

### Évolution historique de la population dans la localité
| 1948 | 1953 | 1961  | 1971  | 1981  | 1991  | 2011  |
| ---- | ---- | ----- | ----- | ----- | ----- | ----- |
| 874  | 910  | 1 051 | 1 337 | 1 606 | 1 810 | 1 302 |

|  |

### Répartition de la population par nationalités (2011)
En 2011, les Albanais représentaient 99,92 % de la population.